# Jimmy Neutron: You Bet Your Life
Jimmy Neutron: You Bet Your Life (No Brasil: Jimmy Neutron: Apostem Suas Vidas) é um filme de televisão da série de animação Jimmy Neutron.

## Sinopse
Uma rocha espacial gigante cai na Terra, mais especificamente em Retroville com misteriosos símbolos em forma de mensagem. Nesse momento, Jimmy e Cindy estavam resolvendo um tratado sobre serem amigos, e Cindy decide fazer da rocha um ponto turístico, contrariando Jimmy que planejava estudar a tal mensagem. Quando Jimmy decide trazer o laboratório para o ar livre e estudar a rocha, as Forças Armadas perseguem Jimmy, e levam a pedra para sua sede, mas Jimmy, acompanhado de Caio, Sheen, Cindy, Libby, do cão-robô Goddard e posteriormente Bolbi, conseguem pegar o meteoro e estudá-lo, segundo um aplicativo de computador, descobre que os símbolos significavam uma charada: "De dia, elas aparecem sem serem pegas, de dia aparecem sem serem roubadas". Quando Jimmy finalmente desvenda o mistério da rocha (a resposta da chamada são "as estrelas"), todos são teletransportados para um reality show espacial de [[TV a Cabo Universal, chamado "Confronto Intergaláctico" e descobrem o prêmio e as consequências: se vencerem, ganharão um carro turbinado universal zero, mas se perderem, a Terra será destruída. Então, Jimmy e seus amigos terão que vencer os Cérebros, os Cabeças de Agulha e os ferozes Gorlocks para evitar que a Terra seja destruída, no entanto em meio ao tenso jogo, a gorlockiana April, pede ajuda a Jimmy para destruir o programa, pois o malvado apresentador Meldar, coloca todos uns contra os outros e há anos torturam a galáxia com esse jogo.
Enquanto isso, na Terra, Hugo e Judy (os pais de Jimmy) têm sua TV, automatidetempo. (e gratuitamente) conectadas a TV a Cabo Espacial, e descobrem que as crianças estão em perigo. A partir daí todos os pais, mostram que também entendem de tecnologia e decidem construir um máquina-de-espaço/tempo.

## Elenco (vozes)
| Elenco (vozes)   | Personagem (s)                                   |
| ---------------- | ------------------------------------------------ |
| Debby Derryberry | Jimmy Neutron                                    |
| Tim Allen        | Meldar Prime                                     |
| Alyssa Milano    | April                                            |
| Jeff Garcia      | Sheen Estévez                                    |
| Rob Paulsen      | Caio (Carl) Wheezer                              |
| Carolyn Lawrence | Cindy Vortex                                     |
| Megan Cavanagh   | Judy Neutron, Mãe da Cindy                       |
| Mark DeCarlo     | Hugo Neutron                                     |
| Jeff Bennet      | Cérebro #1, Gorlock #2                           |
| Jim Cummings     | Prefeito Quadar, General Abercrombie, Cérebro #3 |
| Carlos Alazraqui | Pai do Sheen                                     |
| Phil LaMarr      | Bolbi Bolbi Stroganofsky                         |
| Grey DeLisle     | Vendanna                                         |